# Política e administração pública de Bilbau

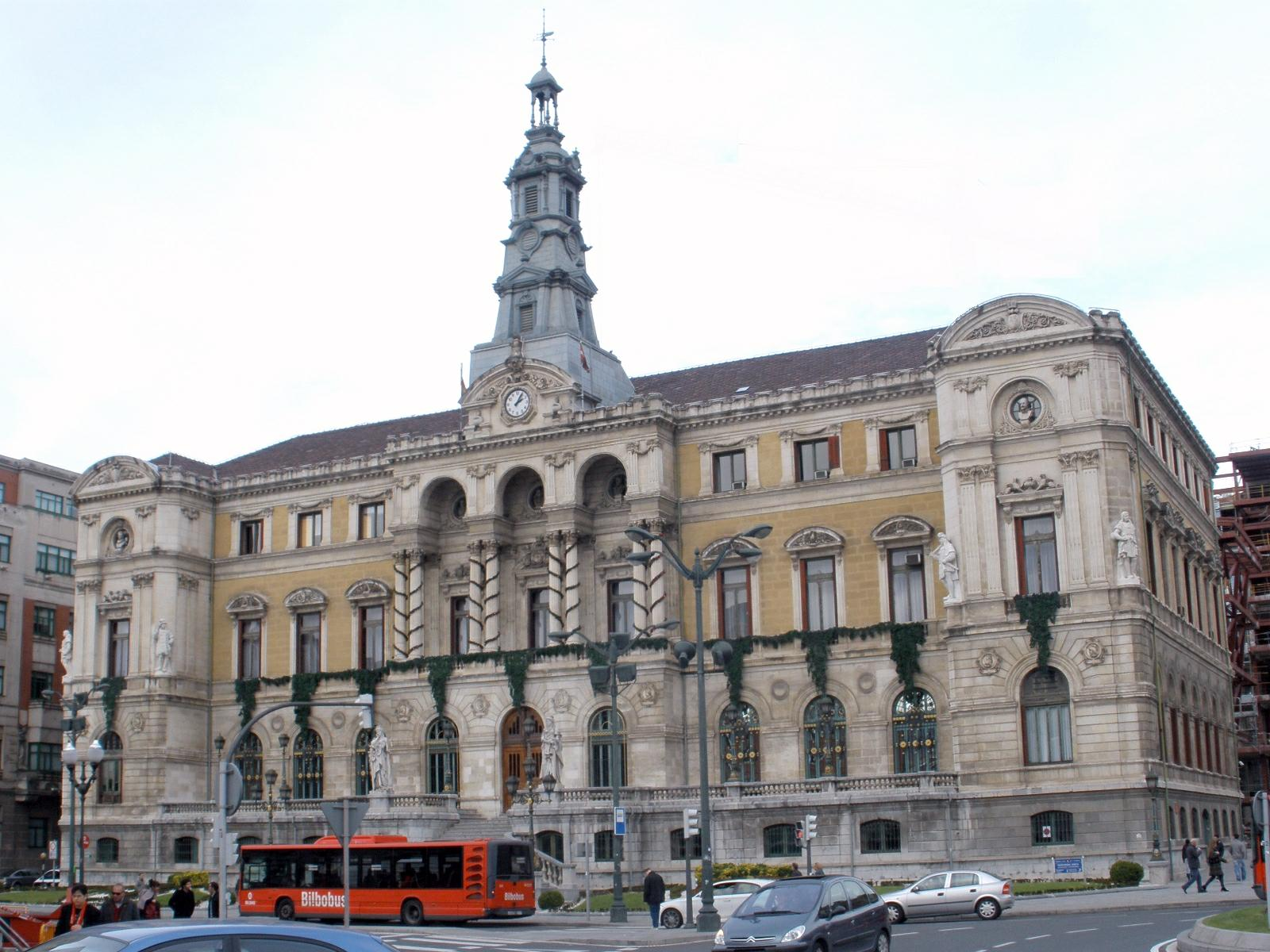
Sede do Ayuntamiento de Bilbau

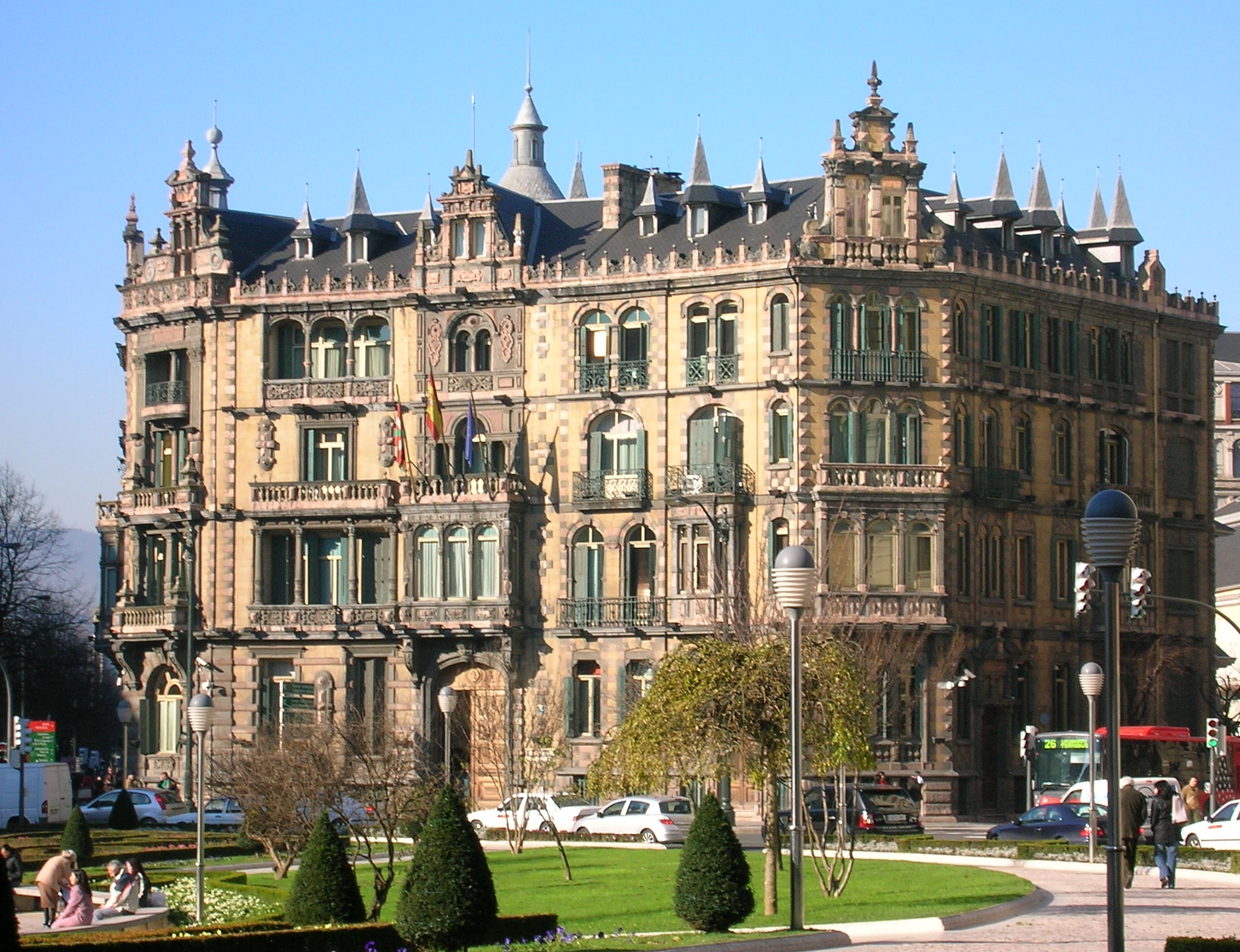
O Palácio Chávarri, sede do Governo Civil, a delegação do governo central espanhol na Biscaia, desde 1943

Política e administração pública de Bilbau refere-se à estrutura político-administrativa do município de Bilbau, a capital da província da Biscaia, no País Basco espanhol.
Como capital provincial, em Bilbau se encontram os organismos administrativos de âmbito provincial, tanto os dependentes do governo autonómico como os do estado central espanhol. Pela parte da Comunidade Autónoma do País Basco, há uma delegação provincial de cada uma das consejerías do governo, coordenadas por um delegado; por parte do governo espanhol, há uma subdelegação, a qual depende do delegado do governo na comunidade autónoma.[carece de fontes?] A Deputação Foral da Biscaia, o parlamento provincial, também tem sede em Bilbau.

## Administração municipal
A administração política realiza-se através do ayuntamiento, de gestão democrática, cujos componentes são eleitos a cada quatro anos por sufrágio universal. O eleitorado é composto por todos os residentes registados no município maiores de 18 anos e cidadãos espanhóis ou de um país membro da União Europeia. Segundo a Lei do Regime Eleitoral Geral, que determina o número de vereadores (concejales) elegíveis em função da população do município, a "Corporação Municipal" é formada por 29 vereadores. Esta é composta por um executivo e uma assembleia (pleno), este último com funções legislativas. O executivo é integrado pelo alcaide e pela chamada "Junta de Governo da Villa de Bilbau". Esta junta «colabora de forma colegial na função de direção política que corresponde ao alcaide e exerce as funções executivas e administrativas atribuídas por lei». O número de membros da junta não pode superar um terço dos membros da assembleia, pelo que é composta por um máximo de nove pessoas, as quais são nomeadas ou demitidas livremente pelo alcaide.
A assembleia municipal (Pleno Municipal) é o «órgão de máxima representação política da cidadania do governo municipal, aparecendo configurado como órgão de debate e de adoção das grandes decisões estratégicas através da aprovação dos regulamentos de natureza orgânica e outras normas gerais, das disposições municipais, dos planos de ordenamento urbanístico, das formas de gestão dos serviços, etc, e de controle e fiscalização dos orgãos de governo». É composta por 29 deputados e é presidida pelo alcaide, embora a presidência possa ser delegada a outra pessoa pelo alcaide.
Em 2010, o orçamento do ayuntamiento foi aproximadamente 563 milhões de euros.
Após as eleições municipais de junho de 2011, a composição da assembleia municipal ficou a seguinte: 15 deputados do Partido Nacionalista Basco (PNV); 6 do Partido Popular; 4 do Partido Socialista Operário Espanhol; 4 da coligação Bildu. Graças à maioria absoluta conseguida, foi reeleito o alcaide Iñaki Azkuna, do PNV.
Segundo o relatório de 2009 da "Transparência Internacional", Bilbau encontra-se no segundo lugar entre os municípios espanhóis com gestão mais transparente em termos de comunicação institucional, relações cidadãs, contratação de serviços, obras públicas e economia, a par de Avilés, Alcobendas, Gijón e Mataró, e atrás de Sant Cugat del Vallés, que ocupa o primeiro lugar.

## Distritos e bairros
Administrativamente, o município divide-se em oito distritos cuja direção política é exercida pelos correspondentes vereadores presidentes e são geridos pelos diretores de "Centro Municipal de Distrito", coordenados pelo "Serviço de Relações Cidadãs". Por sua vez, estes distritos dividem-se em 34 bairros.
Originalmente Bilbau ocupava apenas o que é atualmente o Casco Viejo e algumas casas na margem esquerda, onde agora é Bilbau, a Velha. A expansão seguinte ocorreu perto de Begoña e na margem da ria onde se situa atualmente Uríbarri. Já no século XIX, a ocupação de Abando levou ao parecimento de pequenos bairros cujos casarios se agrupavam em volta do ayuntamiento da antiga anteiglesia e no monte Cobetas, como Recalde e Basurto. No século XX foi ocupada a margem direita, anexando-se Begoña e Deusto. Além disso, como consequência da construção clandestina, foi construído o distrito de Ocharcoaga-Churdínaga na década de 1960, o qual foi consituído administrativamente em 1990.
| Nume- ração oficial | Distrito              | Bairros | Super- fície (km²) | Popula- ção (2007) | Mapa                                                                                   |
| ------------------- | --------------------- | --- | ------------------ | ------------------ | -------------------------------------------------------------------------------------- |
| 1                   | Deusto                | (4): Arangoiti, Ibarrecolanda, San Ignacio-Elorrieta, San Pedro de Deusto-La Ribera                                     | 4,95               | 51 656             | Deusto Uríbarri Ocharcoaga- Churdínaga Begoña Ibaiondo Abando Recalde Basurto- Zorroza |
| 2                   | Uríbarri              | (4): Castaños, Matico-Ciudad Jardín, Uríbarri, Zurbarán-Arabella                                                        | 4,19               | 38 335             | Deusto Uríbarri Ocharcoaga- Churdínaga Begoña Ibaiondo Abando Recalde Basurto- Zorroza |
| 3                   | Ocharcoaga-Churdínaga | (2): Ocharcoaga, Churdínaga                                                                                             | 3,90               | 28 518             | Deusto Uríbarri Ocharcoaga- Churdínaga Begoña Ibaiondo Abando Recalde Basurto- Zorroza |
| 4                   | Begoña                | (3): Begoña, Bolueta, Santuchu                                                                                          | 1,77               | 43 030             | Deusto Uríbarri Ocharcoaga- Churdínaga Begoña Ibaiondo Abando Recalde Basurto- Zorroza |
| 5                   | Ibaiondo              | (9): Achuri, Bilbao La Vieja, Casco Viejo, Iturralde, La Peña, Miravilla, San Adrián, San Francisco, Solocoeche, Zabala | 9,65               | 61 029             | Deusto Uríbarri Ocharcoaga- Churdínaga Begoña Ibaiondo Abando Recalde Basurto- Zorroza |
| 6                   | Abando                | (2): Abando, Indauchu                                                                                                   | 2,14               | 51 718             | Deusto Uríbarri Ocharcoaga- Churdínaga Begoña Ibaiondo Abando Recalde Basurto- Zorroza |
| 7                   | Recalde               | (5): Amézola, Iralabarri, Iturrigorri-Peñascal, Recaldeberri-Larrasquitu, Uretamendi                                    | 6,96               | 47 787             | Deusto Uríbarri Ocharcoaga- Churdínaga Begoña Ibaiondo Abando Recalde Basurto- Zorroza |
| 8                   | Basurto-Zorroza       | (5): Altamira, Basurto, Olabeaga, Monte Caramelo-Masustegui, Zorroza                                                    | 7,09               | 33 658             | Deusto Uríbarri Ocharcoaga- Churdínaga Begoña Ibaiondo Abando Recalde Basurto- Zorroza |

## Administração judicial
A estrutura judiciária inclui as sedes da presidência do Tribunal Superior de Justiça do País Basco (TSJBV), a Audiência Provincial e a sede do Partido Judicial nº4 da província da Biscaia, cuja jurisdição inclui a cidade de Bilbau mais 18 povoações da comarca de Grande Bilbau.